# Ubwoko
Ubwoko (amoko au pluriel) est un terme kinyarwanda et kirundi qui signifie – dans son sens le plus général – une « espèce » de n'importe quelle catégorie d'êtres ou de choses, par exemple ubwoko bw 'inyoni, une espèce d'oiseaux.
Dans le Rwanda et le Burundi précoloniaux, ubwoko désigne plus particulièrement le clan, la race, la tribu. C'est un groupe de consanguins de type patrilinéal assez large qui permet à ses membres de se reconnaître dans un lien traditionnel de descendance commune, « mais rien de plus ». Dans ce groupe social, l'ancêtre commun dont ils se réclament n'est pas connu, il est même très souvent fictif ou mythique. 
Le clan se reconnaît à son totem (inyamaswa) – généralement un animal sauvage – qui sert de symbole héraldique, mais auquel aucune forme de culte n'est rendu. C'est une sorte de drapeau sous lequel se rangent les membres du clan.
De fait le caractère et les fonctions de l' ubwoko ont beaucoup évolué au fil du temps. En 1971, l'anthropologue belge Marcel d'Hertefelt considère que « l’appartenance clanique s'exprime dans une idéologie de parenté », mais que l' ubwoko « ne possède plus beaucoup de fonction aujourd'hui ».
La notion traditionnelle d' ubwoko prend une dimension nouvelle lorsque, dans les années 1930, l'administration coloniale belge entreprend de doter tous les Rwandais d'une carte d'identité bilingue (français/kinyarwanda) y faisant référence. Un glissement de sens se produit alors puisque le mot ubwogo est traduit par « ethnie ». Chaque porteur d'un tel document est désormais explicitement désigné comme « Hutu », « Tutsi », « Twa » ou « Naturalisé », selon des critères nécessairement arbitraires.
Cette pièce d'identité est toujours en vigueur en 1994 lorsque débute le génocide. La classification ethnique s'avère alors lourde de conséquences.